# Somatrogon
Somatrogon ist ein menschliches Wachstumshormon in abgewandelter Form. Es wird durch rekombinante DNA-Technologie hergestellt und als Arzneimittel zur Behandlung von Kindern und Jugendlichen ab 3 Jahren angewendet, die aufgrund eines Mangels an Wachstumshormonen nicht mit der normalen Geschwindigkeit wachsen.
Unter dem Namen Ngenla (Pfizer) wurde Somatrogon im Oktober 2021 in Kanada und im Februar 2022 in der EU zugelassen. Die Anwendung erfolgt subkutan (Injektion in das Unterhautfettgewebe).

## Eigenschaften

Aminosäurensequenz des O-glykosylierten Fusionsproteins CTP-hGH-CTP-CTP (Somatrogon). Disulfidbrücken: 81-93, 210-217. Potentielle Glykosylierungspositionen: S bzw. S (bei zwei nebeneinanderliegenden Serin-Strukturen kann nur eine davon glykosyliert werden)

Somatrogon ist ein rekombinantes chimäres Fusionsprotein des menschlichen Wachstumshormons (human Growth Hormone, hGH, Somatotropin) mit einer Kopie des C-terminalen Peptids (CTP) aus der β-Kette des menschlichen Choriongonadotropins am N-Terminus und zwei weiteren CTP-Kopien (Tandemkopien) am C-Terminus. Diese angehängten CTP-Domänen und ihre O-Glykosylierungen bewirken eine verlängerte Halbwertszeit von Somatrogon, was eine lediglich wöchentliche Verabreichung ermöglicht.
Somatrogon wirkt über den gleichen Mechanismus wie Somatropin selbst: Es bindet an den Somatotropin-Rezeptor und setzt eine Signaltransduktionskaskade in Gang, die Wachstum und Stoffwechsel beeinflusst.
Somatrogon wird in Ovarialzellen des chinesischen Hamsters (CHO-Zellen) durch rekombinante DNA-Technologie hergestellt und hat eine molare Masse von etwa 30,5 kDa (bezogen auf den Proteinanteil, ohne Glykosylierung).

## Medizinische Verwendung
Das zugelassene Anwendungsgebiet umfasst die Behandlung von Kindern und Jugendlichen ab einem Alter von 3 Jahren mit Wachstumsstörung durch unzureichende Ausschüttung von Wachstumshormon. Die Behandlung endet, wenn es Anzeichen für den Schluss der Epiphysenfugen gibt oder die Patienten ihre Endhöhe erreicht haben bzw. nahe daran sind, d. h. wenn die Wachstumsgeschwindigkeit unter 2 cm pro Jahr fällt oder das Knochenalter über 14 Jahre bei Mädchen oder über 16 Jahre bei Jungen beträgt.